# Cromat
|  | Aquest article tracta sobre les sals de l'àcid cròmic. Si cerqueu el procés electroquímic, vegeu «Cromatge». |

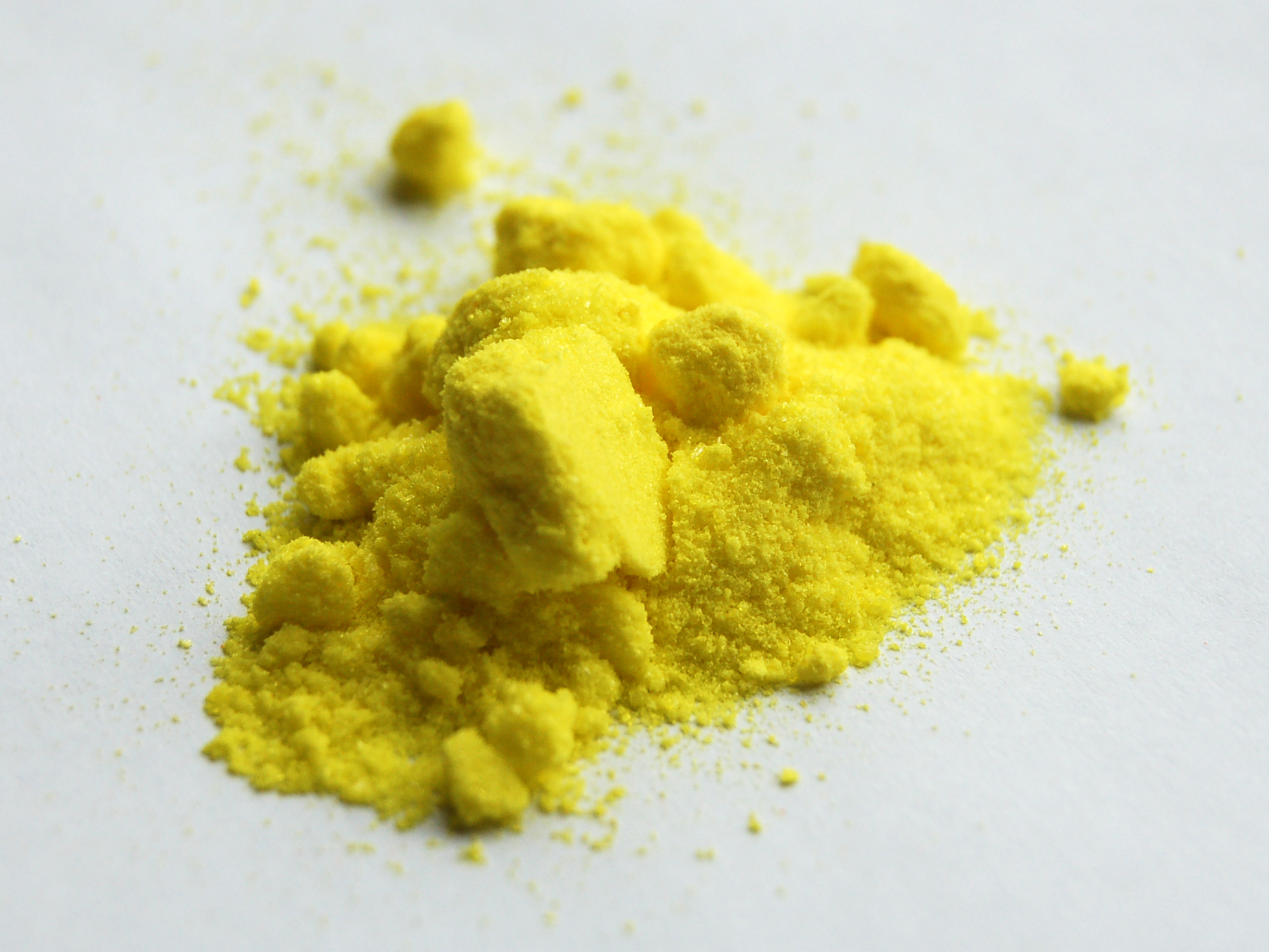
Mostra de cromat de potassi.

Els cromats i els dicromats són sals de l'àcid cròmic i de l'àcid dicròmic, respectivament. Els cromats contenen l'ió CrO₄2−, que els dona un fort color groc. Els dicromats tenen l'ió Cr₂O₇2−, pel que són d'un color ataronjat intens. Els àtoms de crom es troben en estat d'oxidació +6 en ambdós, el que fa que aquests compostos siguin en general forts oxidants. En solució aquosa, el cromat i el dicromat es troben en equilibri.

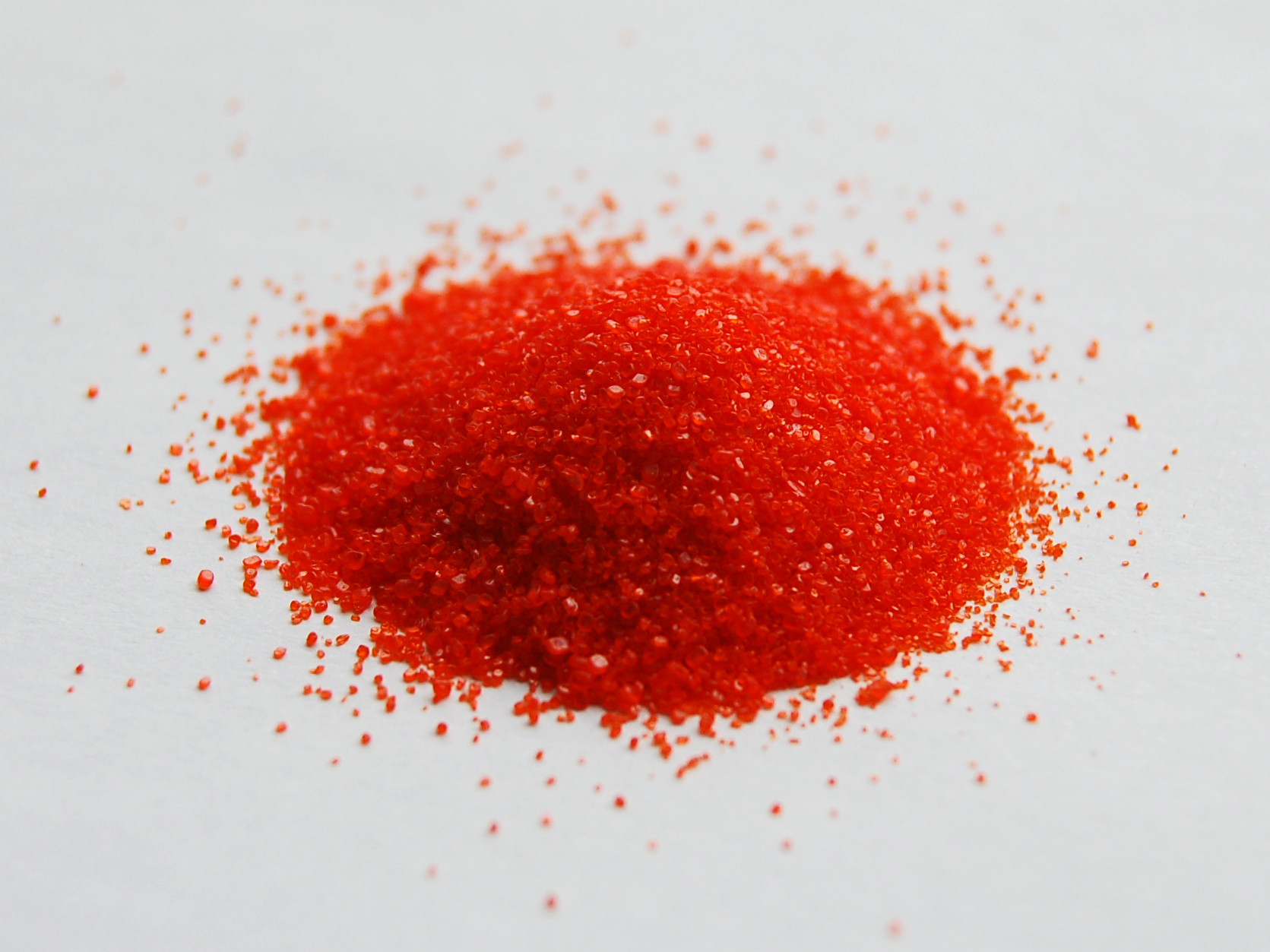
Mostra de dicromat de potassi.

2 CrO₄2− + 2 H₃O+ ⇌ Cr₂O₇2− + 3 H₂O
En baixar el pH de la solució, predomina l'ió dicromat, mentre el cromat predomina en un pH més alt. Això és un clàssic exemple del Principi de Le Châtelier. La concentració de cromat també afecta a l'equilibri.
- Són usats en anàlisi ambiental per mesurar la demanda química d'oxigen (DQO).
- Són cancerígens. Tots els composts amb crom en estat d'oxidació 6+ són considerats tòxics i cancerígens.
- En ser usats com valorants en una reacció d'oxidoreducció, són reduïts a crom (III), Cr3+, d'un color blau-verdós.
- Les sals de sodi (Na+), potassi (K+), i amoni (NH₄+) són sòlids cristal·lins solubles en aigua i són els cromats i dicromats més comunament usats com a reactius. En general, els cromats i dicromats de metalls pesants són poc o gens solubles en aigua per la qual cosa no tenen utilitat com reactius.

## Estructures
| Estructura tetraèdrica de l'ió cromat         | Estructura tetraèdrica de l'ió cromat.        | Ió dicromat                                                                    | Estructura tetraèdrica de l'ió cromat.                                         |
| Estructura tetraèdrica de l'ió cromat. CrO₄2− | Estructura tetraèdrica de l'ió cromat. CrO₄2− | L'ió dicromat, Cr₂O₇2−, consisteix en dos tetràedres units a un àtom d'oxigen. | L'ió dicromat, Cr₂O₇2−, consisteix en dos tetràedres units a un àtom d'oxigen. |